# Christopher Young
Christopher Young (født 28. april 1958) er en amerikansk musiker og filmkomponist der bl.a. har lavet musikken til film som Wonder Boys og Ghost Rider.

## Udvalgt filmografi
- Copycat (1995) (en)
- Head Above Water (1996)
- Hard Rain (1998)
- Wonder Boys (2000)
- Swordfish (2001)
- Bandits (2001)
- The Shipping News (2001)
- Ghost Rider (2007)
- Spiderman 3 (2007)
- Sinister (2012)
- Deliver Us from Evil (2014)